# George W. Comstock
George Wills Comstock (* 7. Januar 1915 in Niagara Falls, New York; † 15. Juli 2007 in Smithsburg, Maryland) war ein US-amerikanischer Mediziner (Epidemiologie, Public Health). Er war besonders bekannt für Studien zur Tuberkulose und Beiträge zu deren Bekämpfung.
Comstock studierte am Antioch College mit dem Bachelor-Abschluss 1937 und an der Harvard University, an der er 1941 in Medizin promoviert wurde (M.D.). Ab 1942 war er im US Public Health Service (USPHS) und leitete 1947 bis 1951 eine Tuberkulose-Studie (Muscogee County Tuberculosis Study), in der der BCG-Impfstoff an Schulkindern in Georgia und Alabama erprobt (und verworfen) wurde. 1956 bis 1962 leitete er die Tuberkulose-Studien des Public Health Service (und war danach Tuberkulose-Berater des USPHS). Nachdem er 1951 seinen Master-Abschluss in Public Health an der University of Michigan gemacht hatte und 1956 an der Johns Hopkins University in Public Health promoviert wurde er 1962 Associate Professor und 1965 Professor für Public Health an der Johns Hopkins University (Bloomberg School of Public Health). 1962 gründete er das Johns Hopkins Training Center for Public Health Research and Prevention in Hagerstown, Maryland, und war dessen Direktor. 2005 wurde es nach ihm benannt.
Er befasste sich besonders mit Epidemiologie von Tuberkulose, kardiovaskulären Erkrankungen und Krebs, wobei er insbesondere dem Zusammenhang von Virus-Antikörpern, Hormonen und Mikronährstoffen im Blutplasma und Krebserkrankungen nachging. Außerdem befasste er sich mit Problemen der Lagerung biologischer Produkte über längere Zeit und Wechselwirkung von Genen und Umwelt. Er führte auch epidemiologische Studien zu Histoplasmose durch.
Er ging der Ursache von Arteriosklerose und anderen kardiovaskulären Erkrankungen nach aufgrund umfangreichen Datenerhebungen von Blutproben und der ARIC (Atherosclerosis Risk in Communities) and CHS (Cardiovascular Health Study) Studien in Washington County (Maryland).
Tuberkulose-Studien, die er 1957 in Alaska (Umgebung von Bethel (Alaska)) durchführte (damals war dort mindestens jeder 30. Einwohner erkrankt), trugen dazu bei, die Effektivität des Antibiotikums Isoniazid nachzuweisen, das danach häufig in der Therapie eingesetzt wurde.
2003 erhielt er den Maxwell Finland Award. Er war 1978 bis 1989 Herausgeber des American Journal of Epidemiology.